# Nørre Lyndelse Sogn
Nørre Lyndelse Sogn ist eine Kirchspielsgemeinde (dän.: Sogn)
auf der Insel Fyn (dt.: Fünen) im südlichen Dänemark.
Bis 1970 gehörte sie zur Harde Åsum Herred im damaligen Svendborg Amt, danach zur Årslev Kommune im
Fyns Amt, die im Zuge der  Kommunalreform zum 1. Januar 2007 in der
Faaborg-Midtfyn Kommune in der Region Syddanmark aufgegangen ist.
Im Kirchspiel leben 2921 Einwohner, davon 2228 im Kirchdorf (Stand: 1. Januar 2023).

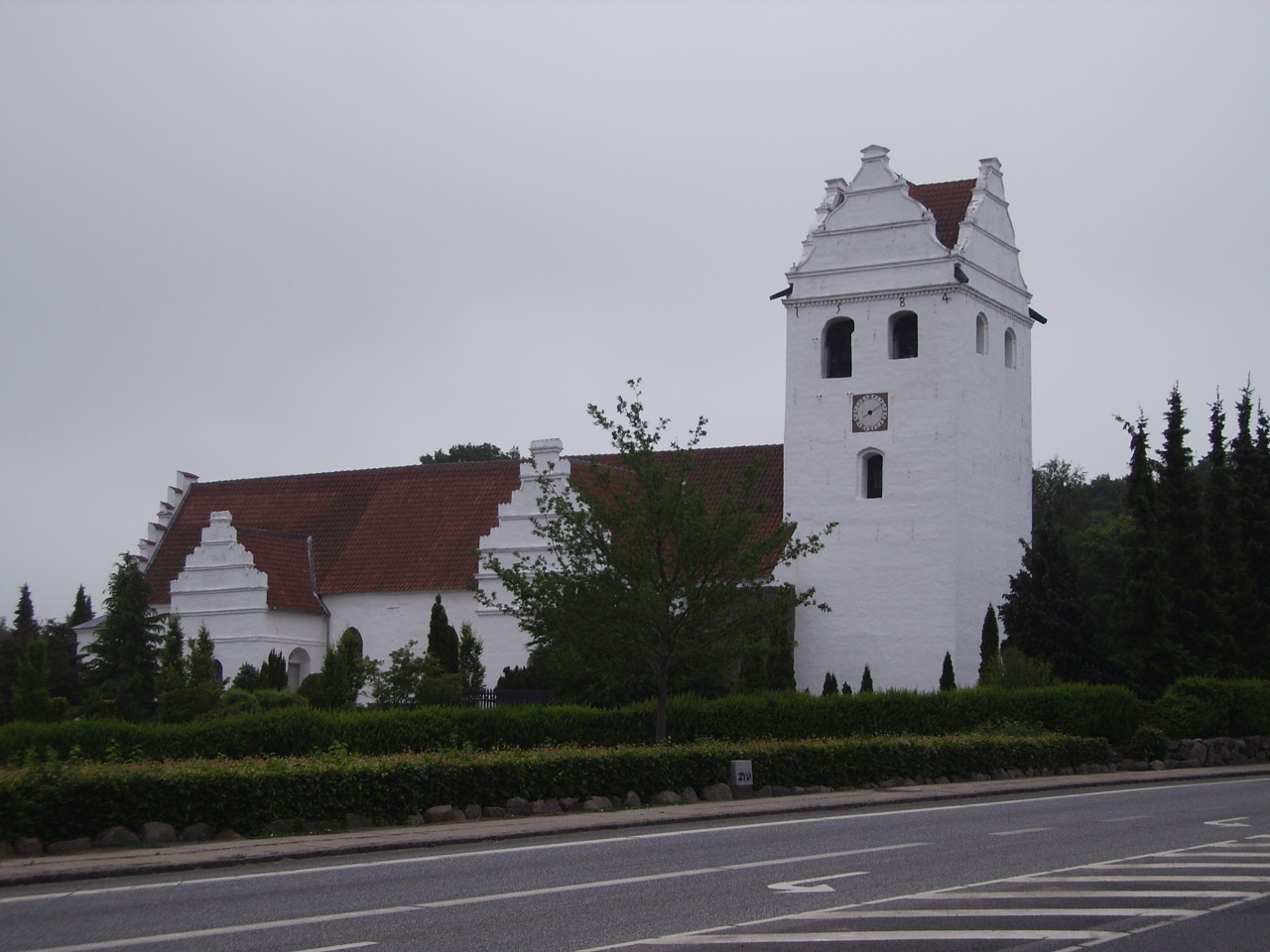
Nørre Lyndelse Kirke

Im Kirchspiel liegt die Kirche „Nørre Lyndelse Kirke“.
Nachbargemeinden sind  im Osten Årslev Sogn und Sønder Højrup Sogn, im Süden Gestelev Sogn und im Südwesten Nørre Søby Sogn, fernmer in der nördlich benachbarten Odense Kommune im Westen Fangel Sogn, im Norden Stenløse Sogn und im Osten Højby Sogn.